# Lupe Sino
Antonia Bronchalo Lopesino (Sayatón, Guadalajara, 6 de marzo de 1917 - Madrid, 13 de septiembre de 1959), más conocida como Lupe Sino, fue una actriz de cine española.

## Biografía
Antonia Bronchalo Lopesino nació el 6 de marzo de 1917 en Sayatón, un pueblo de la provincia de Guadalajara. Fue la quinta hija de nueve hermanos del matrimonio entre Eugenia Lopesino y Nicomedes Bronchalo. Cuando tenía catorce años, su familia decidió mudarse a Madrid, donde empezó a trabajar como sirvienta. Un año antes de empezar la guerra civil española conoce a Antonio Verardini Diez Ferreti, con el cual se casa por lo civil en plena contienda en el frente de Guadalajara, separándose en el 39, cuando se entera de todas la barbaridades que su esposo había cometido en la contienda con civiles y militares, aprovechándose de su rango de Jefe mayor del estado republicano. Verardini huye de España mientras ella sin miedo a las represalias por parte de Franco se queda en Madrid, es verdad que la detienen y la ingresan por unos días en la Cárcel de mujeres de Las Ventas, después de interrogarla la ponen en libertad, aunque el estar fichada, le seguirá dando problemas a lo largo de su corta vida.
Gracias a su belleza y arte de cuna, le lleva a protagonizar películas de la mano de los prestigiosos directores. Fernando Mignoni. Ladislao Vajda, Edgar Neville, Sáez de Heredia, Miguel Morayta. Es en la sala de fiestas Villa Rosa de Hortaleza, donde un amigo en común presenta a Lupe y Manolete, iniciando una relación de novios oficiales con la desvergüenza de vivir juntos sin pasar por la vicaria, lo que era un escandalo nacional sobre todo para Lupe, que la tildaron de ser la serpiente que llevaba al inocente Manolete por la calle de la amargura, más lejos de la realidad, Manolete con Lupe vivió los mejores años de su vida, no hay nada más que comprobar las estadísticas de sus corridas en esos cuatro años para ver que la relación de amor puro con su Antoñita, siendo lo mejor que le pudo pasar. A pesar de las trabas que su circulo más cercano incluyendo a la madre del torero, no pudieron romper esa relación que tenía fecha de boda (18 octubre 47), se casaban si o si. Solo lo que ocurrió en la madrugada del 29 de agosto en el hospital de los Marqueses de Linares, evitó la boda de dos jóvenes que se amaron por encima de todo y de todos.
Una vez muerto Manolete. Para la sociedad Lupe era la gran culpable de la muerte del Monstruo de Córdoba, hasta tal punto que a pesar de volver a protagonizar un par de películas, no le quedó más remedio que poner tierra de por medio y emigrar a México para empezar una nueva vida. Una nueva película (Un corazón en el ruedo) fue el inicio y final de su trayectoria, pues cree enamorarse de José Rodríguez Aguado (Chípiro) un abogado y empresario naviero , con el cual se casa buscando la felicidad perdida, aunque duró poco el matrimonio, volviendo al final del 1952 a Madrid. Su fallecimiento le sobreviene el 13 de septiembre de 1959 con tan solo 42 años de edad. 

## Filmografía
La famosa Luz María              (1942) Fernando Mignoni
El testamento del Virrey         (1944) Ladislao Vajda
Pototo Boliche y Cia               (1948) Ramón Barreiro
El marqués de Salamanca     (1948) Edgar Neville
La mies es mucha                    (1948) Sáez de Heredia (Despedida súbitamente , altas jerarquías eclesiásticas)
Un corazón en el ruedo           (1950) Miguel Morayta